# Aero Caribbean
Aero Caribbean (Empresa Aerocaribbean SA) (mã IATA = 7L, mã ICAO = CRN) là hãng hàng không của Cuba, trụ sở ở La Habana. Hãng có các tuyến đường quốc nội, vài tuyến quốc tế cũng như các chuyến bay thuê bao. Căn cứ chính của hãng ở Sân bay quốc tế José Martí, (La Habana).

## Lịch sử
Aero Caribbean được chính phủ Cuba thành lập năm 1982 và bắt đầu hoạt động từ ngày 2.12.1982. Hãng được thành lập để bổ sung cho hãng hàng không quốc gia Cubana.

## Các nơi đến
(Tháng 12/2007): 
- Cuba

- Cayo Coco
- La Habana
- Holguín
- Santiago de Cuba

- Quần đảo Cayman[3]:
- Nicaragua

- Managua

- Haiti

- Port-au-Prince

- Cộng hòa Dominican

- Santo Domingo

- Honduras

- San Pedro Sula (bay thuê bao)

## Đội máy bay
(Tháng 3/2007):
- 1 Antonov An-24RV Aerocaribbean Cargo
- 3 Antonov An-26 Aerocaribbean Cargo
- 2 ATR 42-300
- 5 ATR 72-210
- 3 Embraer EMB-110P Bandeirante
- 6 Yakovlev Yak-40

## Đội máy bay ngưng hoạt động
- 2 Ilyushin Il-18